# 阿赫馬德
阿赫马德（I. Ahmed，？—1095年），西喀喇汗国第四代汗，贝里特勤（桃花石·博格拉·喀喇汗）的孙子、希兹尔的儿子。希兹尔去世，其子阿赫马德即位。因为王权和教权的斗争，1089年，塞尔柱王朝乘机入侵西喀喇汗国，俘虏阿赫馬德。东喀喇汗国王族亚古伯在塞尔柱军队撤退后，占据喀什噶尔复国，旋即被镇压。塞尔柱蘇丹又放回阿赫馬德。1095年，被教团唆使的军队杀死，他的堂弟馬斯烏德被立为喀喇汗。
| 前任： 希兹尔 | 西喀喇汗国可汗 ？—1089年     | 繼任： 亚古伯   |
| 前任： 亚古伯 | 西喀喇汗国可汗 1089年—1095年 | 繼任： 馬斯烏德 |